# Ikaruga (Nara)
Ikaruga (斑鳩町?, Ikaruga-chō) è una cittadina del Giappone, situata nel distretto di Ikoma, prefettura di Nara.
Nel territorio comunale sorge l'Hōryū-ji, un antico tempio buddhista eletto a patrimonio dell'umanità dall'UNESCO nel 1993, primo in Giappone. Nell'anno 2003, la cittadina aveva una popolazione stimata in 28.287 persone, con una densità di 1.982,27 persone per km². L'area totale è di circa 14,27 km².